# John Lennon-mellszobor (Sopron)

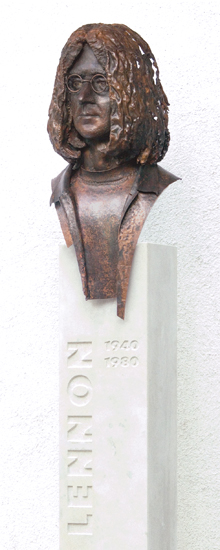
John Lennon mellszobor, 2010, Sopron, ifj. Szlávics László alkotása

A John Lennon-mellszobor ifjabb Szlávics László alkotása.
2010. október 2-án avatták fel a soproni zeneiskola belső udvarán.
A 170 cm magas mészkőoszlopra helyezett vörösréz lemezszobor befoglaló méretei 77 x 35 x 26 cm. Első, portréváltozata 1988-ban készült, amelyet az alkotó 2009-ben alakított át mellszoborrá. John Lennon születése közelgő hetvenedik évfordulója alkalmából a művész adományozta alkotását az intézménynek.

## Kiállításai
- 1990 Álmok és legendák, Fővárosi Szabó Ervin Könyvtár, Sziget Klub, Budapest.
- 1991 ifj. Szlávics László önálló kiállítása, Galerie Simon, Altenahr, Németország (D).
- 1999 Mindhalálig zene, Dunakeszi, Művelődési ház.
- 2000 ifj. Szlávics László önálló kiállítása, Kőrösi Csoma Általános Iskola, Dunakeszi.